# Agrostis leptotricha
Agrostis leptotricha är en gräsart som beskrevs av Étienne-Émile Desvaux. Agrostis leptotricha ingår i släktet ven, och familjen gräs. Inga underarter finns listade i Catalogue of Life.